# Alioranus
Ne doit pas être confondu avec Alioramus.
Genre
Synonymes
- Hubertinus Wunderlich, 1980

Alioranus est un genre d'araignées aranéomorphes de la famille des Linyphiidae.

## Distribution
Les espèces de ce genre se rencontrent en écozone paléarctique.

## Liste des espèces
Selon World Spider Catalog (version 26, 15/04/2025) :
- Alioranus chiardolae (Caporiacco, 1935)
- Alioranus diclivitalis Tanasevitch, 1990
- Alioranus pastoralis (O. Pickard-Cambridge, 1872)
- Alioranus pauper (Simon, 1882)

## Systématique et taxinomie
Ce genre a été décrit par Simon en 1926 dans les Argiopidae.
Hubertinus a été placé en synonymie par Tanasevitch en 1989.

## Publication originale
- Simon, 1926 : Les arachnides de France. Synopsis générale et catalogue des espèces françaises de l'ordre des Araneae; 2e partie. Paris, vol. 6, p. 309-532.